# Georges-Kévin Nkoudou
Georges-Kévin Nkoudou, né le 13 février 1995 à Versailles, est un footballeur international camerounais qui évolue au poste d'ailier gauche au Al-Diriyah Club (en).

## Biographie

### Formation au FC Nantes
Natif de Versailles, de parents camerounais, Georges-Kévin Nkoudou commence à jouer au foot dans le club "Petits Anges" dans le 7e arrondissement de Paris. Tout de suite ses qualités de vitesse et de dribbles sont remarquées. À l'âge de 13 ans il est repéré pour la première fois par le Paris Saint-Germain alors qu'il participe aux sélections d'entrée à l'INF Clairefontaine. Il rejoint le centre de pré-formation du Paris Saint-Germain en juillet 2008 en tant qu'externe. Cependant après deux saisons, le club parisien ne lui propose pas d'intégrer le centre de formation. Il quitte donc le PSG pour le club de l'AC Boulogne-Billancourt. Au bout d'un an, il reçoit des propositions du FC Nantes et de Lille.
Il décide alors de rejoindre le FC Nantes, où il signe un contrat stagiaire en 2011. Le 8 août 2013, il paraphe un contrat professionnel de trois ans avec club. Le 10 août 2013, il dispute son premier match en Ligue 1 face à Bastia (2-0). Le 29 octobre 2013, il inscrit son premier but avec le FC Nantes à l'occasion des seizièmes de finale de la Coupe de la Ligue face à Lorient. Pour sa première saison professionnelle, il prend part à huit rencontres toutes compétitions confondues.
Il inscrit son premier but en Ligue 1 d'une superbe frappe enroulée le 5 octobre 2014 face à Guingamp, permettant au FC Nantes de l'emporter (0-1) et prend part à trente-deux rencontres lors de la saison 2014-2015.

### Olympique de Marseille
Le 12 juin 2015, un accord est annoncé avoir été trouvé entre le FC Nantes et l'Olympique de Marseille pour un transfert aux alentours de 1,5 M€. Le 17 septembre suivant, il est titularisé pour la première fois sous les couleurs de l'Olympique de Marseille, c'est également le premier match européen de sa carrière. Lors de cette rencontre de Ligue Europa face au FC Groningen, il marque son premier but en terre depuis son transfert. Le 1er novembre 2015, il inscrit son premier but en championnat avec l'OM face à ses anciens coéquipiers du FC Nantes pour une victoire un but à zéro. Quatre jours plus, il offre de nouveau une victoire un but à zéro aux olympiens lors de la réception du Sporting Braga. Le 22 novembre, en déplacement à l'AS Saint-Étienne, sa frappe manquée se transforme en passe décisive pour Batshuayi pour l'ouverture du score, puis, sur une nouvelle tentative déviée par Perrin, il trouve cette fois le chemin des filets pour une victoire deux buts à zéro. En réussite, il profite, le 26 novembre, d'un ballon relâché par le gardien Padt pour inscrire son troisième but en trois titularisations en Ligue Europa avant d'être une nouvelle fois décisif trois jours plus tard en inscrivant le but égalisateur à la 82e face à Monaco. Après un début de saison tonitruante, il apporte moins d'impact lors de la seconde partie de saison avant de se blesser pendant plus d'un mois. Il fait son retour lors de la finale de coupe de France en entrant en jeu en fin de match mais ne peut empêcher la défaite.

### Tottenham Hotspur
Le 31 août 2016, il est transféré au Tottenham Hotspur pour un montant avoisinant les 11 millions d'euros. Il joue son premier match avec le club anglais fin septembre en entrant en jeu contre le Gillingham FC avant de jouer son premier match de Premier League quelques jours plus tard contre Middlesbrough puis joue le premier match de sa carrière en Ligue des champions contre le CSKA Moscou. Le 8 janvier 2017, il délivre sa première passe décisive lors du match de FA Cup contre Aston Villa.
Le 9 janvier 2018, il est prêté à Burnley.
Le 31 janvier 2019, Georges-Kévin Nkoudou est prêté à l'AS Monaco jusqu'à la fin de la saison. Il ne dispute que trois matchs sous le maillot monégasque avant de réintégrer l'effectif des Spurs à l'issue de la saison.

### Beşiktaş JK
Le 22 août 2019, Nkoudou s'engage pour quatre ans avec le Beşiktaş. Au Besiktas, il n’aura jamais réellement convaincu, avec un bilan plutôt moyen durant ces cinq années : 21 buts et 9 passes décisives en 108 matches toutes compétitions confondues.

### Damac FC
A la fin de son contrat avec le Beşiktaş JK, libre de tout engagement et âgé de 28 ans, Georges-Kévin Nkoudou décide de se diriger vers l'Arabie Saoudite et le club de DAMAC FC, 8e du dernier Championnat saoudien  Sa cote financière avoisinant les 3.3 millions d'euros. Son contrat commence sur les chapeaux de roue, inscrivant doublé et triplé en début de saison et rivalisant avec Cristano Ronaldo pour le titre honorifique de meilleur buteur. L'excellent démarrage permet au camerounais d'envisager de participer légitimement à la CAN 2024.

### Carrière internationale

#### Avec les équipes de France jeunes
Après avoir joué trois sélections des moins de 17 ans en 2012 et deux sélections des moins de 19 ans, il est convoqué pour la première fois en sélection des moins de 20 ans pour une série de matchs amicaux face à la République Tchèque en octobre 2014. Il inscrit son premier but lors de sa première sélection après avoir récupéré le ballon au milieu de terrain et pris de vitesse un défenseur sur le côté gauche, il dribble le dernier défenseur avant de tromper le gardien.
Il connait ensuite sa première sélection en Équipe de France espoirs le 25 mars 2015 à l’occasion d'un match amical face à l'Estonie (6-0).

#### Avec le Cameroun
En mai 2022, à l'âge de 27 ans, N'Koudou finalement décide de représenter la patrie de ses parents, le Cameroun. Le mois suivant, il est choisi pour la première fois par le sélectionneur camerounais, Rigobert Song. À la suite d'une blessure, il ne peut pas honorer sa première sélection contre le Burundi. Le 23 séptembre 2022, N'Koudou fait finalement ses débuts pour le Cameroun, en amical contre l'Ouzbékistan avec une défaite à l'extérieur (0-2) ou il entre dans le jeu.
Le 10 novembre 2022, il est sélectionné par Rigobert Song pour participer à la Coupe du monde 2022.
Le 28 décembre 2023, il est retenu dans la liste des vingt-sept joueurs camerounais sélectionnés pour disputer la Coupe d'Afrique des nations 2023.

## Statistiques

### En club
| Saison                | Club                   | Championnat           | Championnat | Championnat | Championnat | Coupe nationale | Coupe nationale | Coupe nationale | Coupe de la Ligue | Coupe de la Ligue | Coupe de la Ligue | Compétition(s) continentale(s) | Compétition(s) continentale(s) | Compétition(s) continentale(s) | Compétition(s) continentale(s) | Total | Total | Total |
| Saison                | Club                   | Division              | M.          | B.          | P.d.        | M.              | B.              | P.d.            | M.                | B.                | P.d.              | Comp.                          | M.                             | B.                             | P.d.                           | M.    | B.    | P.d.  |
| 2013-2014             | FC Nantes              | Ligue 1               | 6           | 0           | 0           | -               | -               | -               | 2                 | 1                 | 0                 | -                              | -                              | -                              | -                              | 8     | 1     | 0     |
| 2014-2015             | FC Nantes              | Ligue 1               | 28          | 2           | 1           | 3               | 0               | 0               | 1                 | 0                 | 0                 | -                              | -                              | -                              | -                              | 32    | 2     | 1     |
| Sous-total            | Sous-total             | Sous-total            | 34          | 2           | 1           | 3               | 0               | 0               | 3                 | 1                 | 0                 | -                              | -                              | -                              | -                              | 40    | 3     | 1     |
| 2015-2016             | Olympique de Marseille | Ligue 1               | 28          | 5           | 3           | 5               | 0               | 0               | 1                 | 1                 | 0                 | C3                             | 7                              | 4                              | 2                              | 41    | 10    | 5     |
| 2016-2017             | Tottenham Hotspur      | Premier League        | 8           | 0           | 0           | 3               | 0               | 0               | 2                 | 0                 | 0                 | C1+C3                          | 3+1                            | 0                              | 0                              | 17    | 0     | 0     |
| 2017-2018             | Tottenham Hotspur      | Premier League        | 1           | 0           | 0           | 1               | 0               | 0               | 2                 | 0                 | 0                 | C1                             | 2                              | 1                              | 0                              | 6     | 1     | 0     |
| 2018-2019             | Tottenham Hotspur      | Premier League        | 1           | 0           | 1           | 1               | 0               | 0               | 1                 | 0                 | 0                 | C1                             | -                              | -                              | -                              | 3     | 0     | 1     |
| 2019-2020             | Tottenham Hotspur      | Premier League        | 1           | 0           | 0           | -               | -               | -               | -                 | -                 | -                 | C1                             | -                              | -                              | -                              | 1     | 0     | 0     |
| Sous-total            | Sous-total             | Sous-total            | 11          | 0           | 1           | 5               | 0               | 0               | 5                 | 0                 | 0                 | -                              | 6                              | 1                              | 0                              | 27    | 1     | 1     |
| 2017-2018             | Burnley FC (prêt)      | Premier League        | 8           | 0           | 0           | -               | -               | -               | -                 | -                 | -                 | -                              | -                              | -                              | -                              | 8     | 0     | 0     |
| 2018-2019             | AS Monaco (prêt)       | Ligue 1               | 3           | 0           | 0           | -               | -               | -               | -                 | -                 | -                 | -                              | -                              | -                              | -                              | 3     | 0     | 0     |
| 2019-2020             | Beşiktaş JK            | Süper Lig             | 26          | 3           | 0           | 3               | 1               | 1               | -                 | -                 | -                 | C3                             | 2                              | 0                              | 2                              | 31    | 4     | 3     |
| 2020-2021             | Beşiktaş JK            | Süper Lig             | 32          | 8           | 4           | 5               | 0               | 1               | -                 | -                 | -                 | C1                             | 1                              | 0                              | 0                              | 38    | 8     | 5     |
| 2021-2022             | Beşiktaş JK            | Süper Lig             | 16          | 4           | 0           | -               | -               | -               | -                 | -                 | -                 | C1                             | 1                              | 0                              | 0                              | 17    | 4     | 0     |
| 2022-2023             | Beşiktaş JK            | Süper Lig             | 20          | 4           | 0           | 2               | 1               | 1               | -                 | -                 | -                 | -                              | -                              | -                              | -                              | 22    | 5     | 1     |
| Sous-total            | Sous-total             | Sous-total            | 94          | 19          | 4           | 10              | 2               | 3               | -                 | -                 | -                 | -                              | 4                              | 0                              | 2                              | 108   | 21    | 9     |
| 2023-2024             | Damac FC               | SPL                   | 31          | 15          | 5           | 2               | 0               | 0               | -                 | -                 | -                 | -                              | -                              | -                              | -                              | 33    | 15    | 5     |
| 2024-2025             | Damac FC               | SPL                   | 29          | 13          | 4           | 1               | 0               | 0               | -                 | -                 | -                 | -                              | -                              | -                              | -                              | 30    | 13    | 4     |
| Sous-total            | Sous-total             | Sous-total            | 60          | 28          | 9           | 3               | 0               | 0               | -                 | -                 | -                 | -                              | -                              | -                              | -                              | 63    | 28    | 9     |
| Total sur la carrière | Total sur la carrière  | Total sur la carrière | 238         | 54          | 18          | 26              | 2               | 3               | 9                 | 2                 | 0                 | -                              | 17                             | 5                              | 4                              | 290   | 63    | 25    |

## En équipe nationale
| Saison                | Sélection             | Phases finales        | Phases finales | Phases finales | Phases finales | Éliminatoires | Éliminatoires | Éliminatoires | Matchs amicaux | Matchs amicaux | Matchs amicaux | Total | Total | Total |
| Saison                | Sélection             | Compétition           | M              | B              | Pd             | M             | B             | Pd            | M              | B              | Pd             | M     | B     | Pd    |
| --------------------- | --------------------- | --------------------- | -------------- | -------------- | -------------- | ------------- | ------------- | ------------- | -------------- | -------------- | -------------- | ----- | ----- | ----- |
| 2022-2023             | Cameroun              | -                     | -              | -              | -              | 2             | 0             | 0             | 2              | 0              | 0              | 4     | 0     | 0     |
| 2023-2024             | Cameroun              | CAN 2023              | 4              | 0              | 3              | 2             | 1             | 1             | -              | -              | -              | 6     | 1     | 4     |
| 2024-2025             | Cameroun              | -                     | -              | -              | -              | 3             | 1             | 0             | -              | -              | -              | 3     | 1     | 0     |
| Total sur la carrière | Total sur la carrière | Total sur la carrière | 4              | 0              | 3              | 7             | 2             | 1             | 2              | 0              | 0              | 13    | 2     | 4     |

## Palmarès

### En club
- Olympique de Marseille
  - Finaliste de la Coupe de France en 2016.

- Tottenham Hotspur
  - Vice-champion d'Angleterre en 2017.

- Beşiktaş JK
  - Champion de Turquie en 2021.
  - Coupe de Turquie en 2021.

### Distinctions individuelles
- Co-meilleur passeur de la Coupe d'Afrique des nations de football 2023.